# Микулинск (Калинковичский район)
Микулинск (бел. Мікулінск) — посёлок в Зеленочском сельсовете Калинковичского района Гомельской области Белоруссии.

## География

### Расположение
В 22 км на северо-восток от Калинковичей, 5 км от железнодорожной станции Холодники (на линии Жлобин — Калинковичи), 127 км от Гомеля.

### Гидрография
На юге и востоке мелиоративные каналы.

## Транспортная сеть
Транспортные связи по просёлочной, затем автомобильной дороге Гомель — Лунинец. Планировка состоит из короткой прямолинейной широтной улицы, застроенной деревянными крестьянскими усадьбами.

## История
По письменным источникам известна с XIX века как посёлок в Домановичской волости Речицкого уезда Минской губернии. В 1850 году во владении помещика Михайлова. В 1879 году обозначена как селение в Домановичском церковном приходе. В 1931 году жители вступили в колхоз. Во время Великой Отечественной войны в 1944 году оккупанты полностью сожгли посёлок и убили 2 жителей в составе колхоза «Коммунар» (центр — деревня Зеленочи).

## Население

### Численность
- 2004 год — 6 хозяйств, 9 жителей.

### Динамика
- 1834 год — 5 дворов.
- 1897 год — 9 дворов, 37 жителей (согласно переписи).
- 1908 год — 83 жителя.
- 1940 год — 15 дворов.
- 2004 год — 6 хозяйств, 9 жителей.